# Coelinidea stenostigma
Coelinidea stenostigma är en stekelart som först beskrevs av Thomson 1895.  Coelinidea stenostigma ingår i släktet Coelinidea och familjen bracksteklar. Inga underarter finns listade i Catalogue of Life.